# 黄金村 (山形県)
黄金村（こがねむら）は山形県東田川郡にあった村。現在の鶴岡市中心部の南西一帯にあたる。出身者としては、作家の藤沢周平が著名である。

## 地理
- 山：金峰山、母狩山
- 河川：赤川、青龍寺川

## 歴史
- 1889年（明治22年）4月1日 - 町村制の施行により、谷定村、金谷村、滝沢村、寿村、青竜寺村、上山谷村、中橋村、民田村、高坂村の区域をもって発足（ただし寿村の一部は山添村の一部となる）。
- 1955年（昭和30年）4月1日 - 鶴岡市に編入。同日黄金村廃止。

## 交通

### 道路
現在は旧村域を山形自動車道が通過するが、当時は未開通。